# Pyrrhulina stoli
Pyrrhulina stoli es una especie de peces de la familia Lebiasinidae en el orden de los Characiformes.

## Morfología
Los machos pueden llegar alcanzar los 6 cm de longitud total.

## Hábitat
Es un pez de agua dulce y de  clima tropical.

## Distribución geográfica
Se encuentran en Sudamérica: Surinam.